# 월포역
월포역(Wolpo station, 月浦驛)은 경상북도 포항시 북구 청하면에 위치한 동해선의 철도역이다.

## 연혁
- 2017년 6월 29일 : 철도거리표 고시[1]
- 2018년 1월 26일 : 포항~영덕간 동해선 개통으로 보통역으로 영업 개시
- 2023년 12월 18일 : 여객 취급 중지
- 2025년 1월 1일 : 여객 취급 재개

## 승강장
| ↑ 포항  |
| １２ \| |
| 장사 ↓  |

| 1·2 | 동해선 | 포항 · 동대구 · 부전 방면 |
| 1·2 | 동해선 | 장사 · 강구 · 영덕 방면   |

## 인접한 역
| 동해선                  | 동해선          | 동해선         |
| ----------------------- | --------------- | -------------- |
| 포항 동대구 · 부전 방면 | ITX-마음 동해선 | 영덕 강릉 방면 |
| 포항 동대구 방면        | 누리로 동해선   | 장사 강릉 방면 |